# Frederic de Toscana
Frederic de Toscana (sau Bonifaciu al IV-lea Frederic (d. iulie 1055) a fost singurul urmaș pe linie masculină al margrafului Bonifaciu al III-lea de Toscana, cu soția sa, Beatrice de Bar.
Frederic era tânăr atunci când tatăl său a murit la 6 mai 1052, el moștenind extinsul margrafat din Italia de nord. 
Mama sa, Beatrice l-a ajutat ca regent până în 1054, când s-a recăsătorit cu Godefroy "cel Bărbos". Godefroy îl trădase pe împăratul Henric al III-lea, astfel încât căsătoria cu Beatrice a fost considerată ca nelegitimă. În 1055, Henric a ținut o adunare la Florența și a arestat-o pe Beatrice, într-un moment în care Godefroy se răsculase în Lorena împotriva puterii imperiale. Henric i-a ordonat lui Frederic să se prezinte în fața sa, însă tânărul a refuzat. Deja nu mai conta, întrucât Frederic s-a stins la puține zile după aceea, iar marca de Toscana a trecut în puterea surorii sale, Matilda.